# 天龍八部 (小説)
『天龍八部』（てんりゅうはちぶ、拼音: Tiānlóngbābù）は、中華圏（中国、台湾、シンガポール、華僑・華人コミュニティ等）の小説家金庸の武俠小説の1つ。
金庸が手掛けた8番目の長編作品で、『鹿鼎記』と並ぶ最長編でもある。

## 概要
天龍八部は、1963年9月3日より、香港の『明報』とシンガポールの『南洋商報（中文版）』に同時に連載が始まり、1966年5月27日に完成するまで、足かけ4年を要した。その中で、1965年5月から1ヶ月余り、金庸が欧州に外遊していた期間、友人であった作家倪匡が代筆を行っている。その際、作中に登場する少女阿紫の性格を嫌った倪匡が、金庸には無断で、彼女を盲目にした逸話は有名である。天龍八部の初版本において、倪匡の代筆部分はそのまま収められたが、後に金庸が自作の修訂を行った際にこの代筆部分は削除され、新たに書き起こされた。ただ、阿紫の失明という構想自体は残されている。
物語は、11世紀末宋代の中国大陸を舞台に、雲南大理国の武芸嫌いながら数々の絶技を身につけてしまう王子段誉、契丹人でありながら漢人として育てられた悲劇の英雄蕭（喬）峯、心ならずも戒律を破ってしまう少林寺の僧虚竹、古の大燕国の末裔で、一族の悲願である王朝復興を夢見る貴公子慕容復の4人の若者を中心に、親の世代が残した確執に運命を翻弄される若者たちの生き様を描いた群像劇である。
話の展開は錯綜しており、上記の4人を巡る物語は時に独立して語られ、それが不思議な縁で結び合わされている。また、登場人物は善悪の観念では書き分けられていない。多面的で、それぞれが宿業を背負い、見えない因果の糸によって操られている。焦点も多重的で、舞台も雲南から江南、中原、北漠、西域へと目まぐるしく移ってゆく。運命流転の大河小説である。
なお、題は仏法を守る神々である天龍八部衆（天、龍、夜叉、乾闥婆、阿修羅、迦楼羅、緊那羅、摩睺羅伽）に由来しており、物語自体も仏教的な思想に基づいて構築されている一面を持つ。

## 登場人物
- 段誉（だん よ）

大理の鎮南王兼保国大将軍段正淳の息子。容姿端麗、琴棋書画を愛し、争いを嫌う平和主義者であり、大理段氏に伝わる絶技「一陽指」にも興味を示さない。だが、江湖で様々な事件や人物に遭遇するうち、偶然にも逍遥派の絶技「北冥神功」と「凌波微歩」を身につけ、更に家伝の「六脈神剣」まで習得してしまう。父に似て惚れっぽい性格であるが、どの少女とも相思相愛になったとたんに、親世代の因縁が発覚して結ばれることがない不運の持ち主である。無量山の洞窟で偶然見つけた玉像に生き写しの美少女・王語嫣に一目惚れし、その跡を追い続ける。江湖をさまよう中で意気投合した蕭（喬）峯と虚竹と、義兄弟の契りを結んでいる。
- 喬峯（きょう ほう）のちに蕭峯（しょう ほう）

丐幇の幇主。武術の達人であり、降龍十八掌の遣い手。公明正大で豪放磊落な性格で、無類の酒好き。段誉と酒の飲み比べをして意気投合し、彼と義兄弟の契りを結んだ。名幇主として多くの人望を集めていたが、契丹人であるとの出生の秘密を暴露されたことで、丐幇を追放される。このとき、もと名乗っていた養父の姓である「喬」から、契丹人の両親の姓である「蕭」に姓を改めた。更に時を同じくして身近な人々が殺される事件が続発し、犯人と疑われたことで追いつめられてゆく。阿朱に好意を寄せられ、戸惑いながらも、次第に彼女の優しさに心が動いていく。
- 虚竹（こちく）

少林寺の僧。元は少林寺の菜園に捨てられていた孤児で、慈悲深く、仏教に深く帰依していた。だが、生まれて初めて寺を出た途端、奇妙な事件に遭遇し、逍遥派の掌門に指名されてしまった。世間知らずであるが、素朴で誠実な人柄であり、人を疑うことを知らないために、阿紫に何度も騙され、戒律を破らされてしまう。女人禁制の寺で育ったために、女性を見たこともなかったが、天山童姥の策略により出会った少女に恋をしてしまい、そのことが彼の運命を大きく変える。
- 慕容復（ぼよう ふく）

姑蘇（現在の蘇州市）燕子塢参合荘の主。古に興った大燕国の末裔で、 家伝の独自の武術を身につけた文武両道で容姿端麗の貴公子。武林で、蕭（喬）峯と並び称せられるほどの使い手であるが、一族の悲願である王朝の復興に執着して、悪事を積み重ねていく。嫉妬深く根に持つ性格であり、また自尊心が高く傲慢。長年にわたり王語嫣から寄せられる好意に気づきながらも、一族の悲願のために彼女を捨てて自殺未遂に追い込むほどの冷酷な性格である。
- 王語嫣（おう ごえん）

慕容復の従妹で、曼陀山荘の主王夫人の娘。あらゆる武芸に精通した武林の生き字引で、相手が見せた技からその流派を言い当てることができる。段誉が無量山の洞窟で見つけた玉像に生き写しの美貌の主。従兄の慕容復を一途に恋い慕っていたが、ついにその想いが報われることはなかった。
- 阿朱（あしゅ）

慕容家に仕える侍女で、燕子塢の聴香水榭に住む。どんな人物にも化けられる変装術を得意としている。少林寺に忍び込み、重傷を負ったところを蕭（喬）峯に救われたことから、彼を慕うようになる。優しい人柄であり、出生の秘密を暴かれて傷心の蕭（喬）峯を一途に支えようとするが、それが彼女を悲運へと導くことになる。
- 阿紫（あし）

「星宿老怪」丁春秋の弟子。毒を用いるのを得意とし、口舌に長ける。丁春秋のもとから神木王鼎を盗み出し、星宿海（中文版）から逃走。容姿は秀麗だが、性格は極めて残酷で、人を傷つけることを楽しみ、游坦之に鉄の仮面をかぶせるなどして虐待した。游坦之から一途な想いを向けられるが、その感情に報いることはなく、残虐な手段で利用する。蕭（喬）峯へは、特別な感情を抱いている。阿朱と重要な関わりを持つ人物でもある。
- 游坦之（ゆう たんし）——聚賢荘の「游氏双雄」の游驥の息子で、游駒の甥。蕭（喬）峯を仇として狙う。 蕭峯が聚賢荘で父親を殺害されると、「荘聚賢」と偽名を使い、蕭峯を付け狙った。阿紫から虐待され、鉄の仮面をかぶせられてもともとの顔を失ってしまうが、彼女を最後まで一途に慕っていた。
- 段正淳（だん せいじゅん）——大理の皇帝の弟で、鎮南王兼保国大将軍の地位にあり、段誉の父でもある。正妻刀白鳳の他に、多くの愛人を持つ遊び人。各地で浮名を流すが、それぞれの愛人に対しては真の愛情を持っている。しかし気の多さにより、多くの命が失われる悲劇を招くことになる。
- 刀白鳳（とう はくほう）——大理の鎮南王妃。段正淳の妻で、段誉の母。夫と別居して道姑となり、「玉虚散人」と名乗っている。
- 段延慶（だん えんけい）——「悪貫満盈」。大理の元皇太子で、皇位を巡って段家と対立している。「四大悪人」の首で、ずば抜けた武術の達人。過去の大怪我がもとになり、歩行や会話に障害があるが、腹話術により声を出す特技を持っている。２本の鉄杖は武器でもある。
- 葉二娘（よう じじょう）——「無悪不作」。早年ある事情のため、性情が非常に変わった。他人の赤子をさらっては弄び、最後は殺してしまう嬰児殺しとして恐れられている。「四大悪人」の二番手。虚竹と浅からぬ因縁の持ち主。
- 南海鱷神（なんかいがくしん）——「兇神悪煞」。岳老三と呼ばれているが、「四大悪人」の二番手を自称しているため、岳老二と名乗ることが多い。段誉に弟子入りを迫るが、逆に弟子にされてしまう。残虐な性格ではあるものの、師である段誉に対しては一見珍妙ながらも礼を尽くす。「四大悪人」の三番手。
- 雲中鶴（うん ちゅうかく）——「窮兇極悪」。「四大悪人」の末弟。軽功に長けた色魔。南海鱷神に対しては、仲間ではあるものの、複雑な感情を持つ。
- 鳩摩智（くまち）——大輪明王と呼ばれる吐蕃の護国法王。知慧に優れ、仏法に精通しているばかりか、武術の達人でもある。段家の「六脈神剣」を狙い、段誉を誘拐した。一見、高徳の僧だが、実のところは自尊心が高く欲深い性格であり、そのことが彼の身を破滅させる要因となる。
- 無崖子（むがいし）——逍遥派の掌門。珍瓏（詰碁の一種）を解くことのできる人物を探している。
- 天山童姥（てんざんどうぼ）——無崖子の師姉で、天山縹緲峰霊鷲宮の主。三十六洞七十二島を生死符で支配している。姿を見られることを極端に嫌い、彼女の姿を覗き見た者へは姿を口外されないように目や舌を損なわせた。
- 李秋水（り しゅうすい）——無崖子の師妹で、西夏の皇族。美貌の主だったが、天山童姥に顔をひどく傷つけられたことを恨んでいる。
- 木婉清（ぼく えんせい）——黒衣をまとい、顔を隠した少女。男に顔を見られたら、殺すか結婚するという誓いを立てている。段誉に顔を見られたことで彼との結婚を宣言したが、因縁によって結ばれなかった。
- 鍾霊（しょう れい）——無量山で段誉が出会った少女。「閃電貂」という名の猛毒を持つ貂を飼っている。段誉に好意を抱いていたが、彼女も段誉と浅からぬ因縁があった。
- 玄慈（げんじ）——少林寺の方丈。中原武林の領袖的存在。
- 智光（ちこう）——天台山止観禅寺の高僧。人々から生き仏として敬われている。蕭（喬）峯の出生の秘密を知っている。
- 徐長老（じょ ちょうろう）——引退した丐幇の大長老。先代幇主汪剣通の師伯に当たる。
- 白世鏡（はく せいきょう）——丐幇の執法長老。厳格公正な人柄で、幇内の者から恐れられている。喬（蕭）峯の信頼が篤い。
- 全冠清（ぜん かんせい）——丐幇大智分舵の舵主。腹黒く智謀に長け、「十方秀才」と呼ばれる。喬（蕭）峯追放を策す。
- 馬夫人（ばふじん）——本名は康敏。丐幇の副幇主馬大元の未亡人。端麗な容姿だが、段正淳と浅からぬ因縁の持ち主。
- 丁春秋（てい しゅんじゅう）——「星宿老怪」と呼ばれ、人々から忌み嫌われている悪人で、無崖子の弟子。他人の内功を盗む「化功大法」の使い手であり、毒の扱いにおいては右に出る者がいない。仙人のような美しい容姿で武術の達人でもあるが、弟子に対しては自らへの賞賛を強要し、口の上手い弟子をことさら好む。
- 耶律洪基（やりつ こうき）——遼の皇帝。蕭（喬）峯と義兄弟の契りを結ぶ。南征を目論む。
- 完顔阿骨打（あぐだ）——蕭（喬）峯が知り合った女真族の勇士。後の金の太祖。

他多数

## あらすじ
唐滅亡後の分裂していた中国を統一した宋は、契丹人の建てた北方の遼や党項（タングート）人の建てた西北の西夏によって、常に国境を脅かされていた。
家伝の武術を誇る雲南大理の王子・段誉は、学問を好み、争いを嫌う平和主義者。父親に武術の修行を迫られて家出するも、江湖のいざこざに巻き込まれ、様々な事件や人物と関わっているうち、偶然にも逍遥派の絶技を身につけ、おまけに家伝の「六脈神剣」まで習得してしまう。そんな段誉には更なる波瀾が待ち受けていた。
江湖最大の勢力である丐幇、その幇主喬（蕭）峯は、沈毅にして豪放磊落、多くの人々に慕われている、まさに武林の寵児であった。だが、実は契丹人であったという自らも知らされなかった出生の秘密が突如明かされたことで全てを失い、民族間の憎悪の渦中に投げ出され、地獄の道程を歩み出すことになる。
少林寺の菜園に捨てられていた孤児であった虚竹は、僧侶となって仏教に深く帰依していた。ある時、使いに出されて初めて寺の外に出るが、様々な奇禍に巻き込まれて逍遥派の掌門に指名されてしまい、更にある少女を救ったことから、僧侶として歩むはずだった人生が大きく狂い始める。
宋朝より遡ること数百年前に滅んだ大燕国の末裔たる慕容復は、文武両道の貴公子で武林では喬（蕭）峯と並び称されるほどの使い手であったが、父親と共に、王朝再興という一族代々の悲願に凝り固まっていた。
偶然の出会いから意気投合した段誉、蕭（喬）峯、虚竹の3人は義兄弟の契りを交わし、共に手を携えて江湖の荒波に立ち向かっていく。一方で、王朝復興に執着する慕容復は、仁義に背いて恋人も友も捨て、悪事を積み重ねてまで見果てぬ夢を追い続ける。そんな彼らを操っていたのは、親の世代から受け継がれた思いも寄らぬ宿業だった。

## 民族関係
金庸の武俠小説の多くは、歴史の転換期が舞台に設定されている。そのこと自体は武俠小説において珍しいことではないが、金庸の作品は、中国だけではなく、周辺の国家や民族との関わりが描かれることが多い点において、特徴的である。中でも天龍八部は、最も複雑な民族関係が描かれている。
天龍八部の舞台は11世紀末、宋代の中国大陸。五代の混乱を収めて中原を統一した漢人の宋に対して、北方に契丹人の遼、北西に党項（タングート）人の西夏が鼎立するなど、様々な国家と民族が入り乱れていた時代である。
物語に登場する4人の主人公も、それぞれ複雑な国家・民族関係を抱えている。
最初に登場する主人公段誉は、宋の南西に位置した小国大理の王子で、その母は少数民族族擺夷族の出身という設定になっている。また大理の段氏自体が、史実では、擺夷族系白族である。
段誉は吐蕃の護国法王である鳩摩智にさらわれ、江南の慕容家へ連れて行かれるが、この慕容氏は、数百年前に存在した鮮卑族の燕朝の末裔という設定である。古の王朝復興が一族の悲願であり、主人公の1人である慕容復は密かに宋朝の転覆を企てている。
慕容家を離れた段誉は立ち寄った酒楼で、偶然にも丐幇の幇主喬峯に出会い、義兄弟の契りを結ぶ。物語中盤の主人公であるこの喬峯こそは、天龍八部の民族問題を象徴する人物である。喬峯は武勇に優れ、人望もあり、中原最大の勢力である丐幇を率いて中原への侵入を図る周辺異民族との戦いに身を投じ、とりわけ北方の契丹人を民族の宿敵として死闘を繰り広げてきた。だがある日、実は契丹人であるという本人さえ知らぬ出生の秘密を暴露されたことで、今まで仲間だった者から裏切り者扱いをされたばかりか、今まで己が信じてきた価値観が全て崩壊するという事態に直面する。契丹人である喬峯が、なぜ漢人として育てられたのか。その原因は30年前に雁門関で起こったある悲劇にあったのだが、その事件の真相が物語全体の鍵ともなっている。
壮絶な民族差別に遭って宋を追われた喬峯は本来の契丹人の姓を名乗って蕭峯と名を変え、同胞である契丹人の国遼に逃れるが、終始民族問題に悩まされる。その過程で、当時は契丹人の支配下にあって、後に金を建国することになる女真族の人々と出会うのだが、その素朴な生活に接し、交流を深めることで、民族問題を客観的に捉えることができるようになるのである。金庸の作品では、伝統的な中華思想は否定され、諸国家・民族が客観的かつ平等に描かれるのが、特徴であるが、それが最もよく表れているのが、天龍八部の蕭峯にまつわる逸話である。中国という存在を相対化し、その歴史を批判的に見ようとする視点が、作品の構造そのものの中に備わっているのである。
少林寺の僧で、最後の主人公である虚竹も、後に西夏の公主と結ばれる。
こうして宋を内部から転覆させ、王朝復興の悲願を遂げようと企む慕容一族、南下して宋侵攻の機を窺う契丹人の遼、その背後で密かに実力を養う女真族、祖国と民族防衛の使命感に燃える中原の少林寺や丐幇など武林の英雄たち、西北から虎視眈々と漁夫の利を狙う西夏、更にその間に暗躍する吐蕃、そして南西に逼塞して自己保全を図る大理、という錯綜した国家・民族関係を背景に、驚天動地の物語が繰り広げられる。

## 仏教との関連性
天龍八部の題は、仏教において、仏法を守護する神々である天龍八部衆（天、龍、夜叉、乾闥婆、阿修羅、迦楼羅、緊那羅、摩睺羅伽）に由来している。金庸は、小説冒頭の解題で、これら各々が奇異な個性と神通力を持ち、人ならざる存在でありながら、人と同じく俗世の喜怒哀楽を味わう神々について、物語の中ではそれ自体は登場しないものの、その名を借りて、現世の人々を象徴してみた、としている。
実際の物語においても、その背景に横たわっているは、武術、民族は言うに及ばず、男女間の情愛でさえも、時と共に全て消滅てしまうという一種の諦念、無常感であり、これが仏教の思想であることは明らかである。金庸は仏教の哲理にも深い理解があることで知られ、仏教の術語を小説の題としたのもその表れとされている。

## 武功と絶技
金庸作品の中でも最も武功の数が多い。『射鵰英雄伝』の「降龍十八掌」や「一陽指」、『秘曲 笑傲江湖』の「吸星大法」など他作品との繋がりもある。
- 「六脈神剣」――大理の武功の中で最も強力とされる伝説の技。指先から無形の剣気を撃ち出して相手を倒す。段誉のような完璧な習得者が現れたのは、実に百年ぶりのことだった。
- 「一陽指」――大理段家の得意技。『射鵰英雄伝』の「南帝」こと一灯大師が使うものと同じである。大理王家の男子は皆習得を課せられるため、段延慶もこの技を使う。
- 「七十二絶技」――少林寺の持つ七十二の必殺技の総称。少林寺の創始者とされる達磨大師を除き、全てを会得した者はいない。
- 「降龍十八掌」――丐幇幇主に受け継がれる武功。『射鵰英雄伝』に登場した技と同じである。
- 「打狗棒術」――丐幇幇主に受け継がれる棒術。同上。
- 「凌波微歩」――仙女の像で発見した奥義書で、段誉が会得した最上の軽功。彼が最初に身につけた武功である。
- 「北冥神功」――同じく仙女の像で発見した奥義書で段誉が会得。相手の内力を吸い取って自らのものにする。これにより段誉は世にまれな内功の持ち主となる。
- 「化功大法」――「北冥神功」とよく間違われるが、こちらは猛毒で相手の内力を消すだけで、自分の内力は増えない。丁春秋が使う、邪道の技として武林で恐れられている。
- 「生死符」――無影無音無色無香の暗器。当てられると死よりも恐ろしい苦痛を味わう。三十六洞七十二島はこれを受けて解く術が無いため、天山童姥に支配されていた。後に逍遥派を継いだ虚竹が習得する。

## 書誌情報
徳間書店「金庸武俠小説集」の第12回刊行作品で、全8巻が2002年3月から2002年10月に出版された。2010年に文庫再刊された。
- 『天龍八部』徳間書店、岡崎由美 監修、土屋文子 訳

1. 剣仙伝説　2002年3月31日。ISBN 4-19-861492-X
2. 王子受難　2002年4月30日。ISBN 4-19-861503-9
3. 運命の激流　2002年5月31日。ISBN 4-19-861516-0
4. 行路茫々　2002年6月30日。ISBN 4-19-861530-6
5. 草原の王国　2002年7月31日。ISBN 4-19-861542-X
6. 天山奇遇　2002年8月31日。ISBN 4-19-861561-6
7. 激闘少林寺　2002年9月30日。ISBN 4-19-861575-6
8. 雁門悲歌　2002年10月31日。ISBN 4-19-861588-8

- 『天龍八部』徳間文庫、同上、2010年1月-8月

## 映像化作品
映画
- 『天龍八部』 1977年 香港 ※日本未公開
- 『幇規』 1982年 香港 ※日本未公開
- 『新天龍八部』 1982年 香港 ※日本未公開
- 『シスター・オブ・ドラゴン 天女武闘伝』（原題：新天龍八部之天山童姥） 1994年 香港…主演：ブリジット・リン、コン・リー
- 『シャクラ』（原題：天龍八部之喬峰傳） 2023年 香港・中国…主演：ドニー・イェン

テレビドラマ
- 『天龍八部之六脈神剣』 1982年 TVB 香港 ※日本未公開
- 『天龍八部之虚竹傅奇』 1982年 TVB 香港 ※日本未公開
- 『天龍八部』 1991年 中国電視公司（CTV） 台湾 ※日本未公開
- 『天龍八部』 1997年 TVB 香港 ※日本未公開
- 『天龍八部』 2003年 中央電視台（CCTV） 中国
- 『天龍八部〈新版〉（中国語版）』 2013年 浙江華策影視有限公司 中国
- 『天龍八部 レジェンド・オブ・デスティニー』2021年 中国

コミック
- 『天龍八部』 画：黄玉郎 香港

ゲーム
- 『天龍八部』 2007年 捜狐 中国・・・イメージキャラクター：フー・ジュン（胡軍）（テレビドラマ『天龍八部』主人公・喬峯役）。MMORPG（多人数同時参加型オンラインRPG）で、最大同時接続者数が50万人を超える大ヒットを記録。ポータルサイト大手「捜狐」の売上げを大幅に上昇させた。 公式サイト[リンク切れ]（中国語）
- 『天龍八部online』 遊戯新幹線（GameFlier） 台湾・・・イメージキャラクター：賀軍翔（マイク・ハー）。上記の台湾版。公式サイト（中国語）